# 2009년 토론토 국제 영화제
제34회 토론토 국제 영화제는 2009년 9월 10일에 열린 시상식이다.

## 수상 및 후보

### 관객상
- 프레셔스 - 리 다니엘스 수상
- 톱 쌍둥이 자매 - 리안 풀리 수상
- 러브드 원스 - 숀 번 수상

### 캐나다 단편영화상
- 죽음의 춤 - 페드로 피레 수상

### FIPRESCI-상
- 더 맨 비욘드 더 브릿지 - 락스미칸트 셰트가온카르 수상
- 하데비치 - 브루노 뒤몽 수상

### 현대 세계 영화 부문
- 아이스 와이드 오픈 - 하임 타박만
- 후아초 - 알레한드로 페르난데즈 알멘드라스
- 잘 알지도 못하면서 - 홍상수
- 루르드 - 예시카 하우스너
- 맨 온 더 브릿지 - 아슬리 오즈게
- 마이 이어 위다웃 섹스 - 사라 와트
- 경찰, 형용사 - 코르넬리우 포룸보이우
- 팔레스타인 - 엘리아 술레이만
- 바람의 여행 - 치로 게라

### 디스커버리 부문
- 거인 - 아드리안 비니에즈
- 세상에서 가장 행복한 소녀 - 라두 주데
- 켈린 - 에르멕 투르수노프
- 피벨리나 - 티차 코비 외 1명
- 삼손과 데릴라 - 워윅 쏜톤
- Should I Really Do It - Ismail Necmi

### 마스터스 부문
- 공기인형 - 고레에다 히로카즈
- 금발 소녀의 기벽 - 마뇰 드 올리베이라
- 잡초 - 알랭 레네

### 뱅가드 부문
- 피쉬 탱크 - 안드리아 아놀드

### 비젼 부문
- 얼굴 - 차이밍량
- 인디펜던시아 - 라야 마틴
- 이렌느 - 알랭 카발리에
- 카라오케 - 크리스토퍼 챈 푸이 총
- 님프 - 펜엑 라타나루앙
- 남자답게 죽는 법 - 주앙 페드로 로드리게스